# Identitatea lui Kaya
Identitatea lui Kaya, sau ecuația lui Kaya, este o relație care arată că numărul total de emisii de dioxid de carbon cu efect de gaze de seră poate fi exprimat în funcție de patru parametrii: populația umană (P), PIB-ul (G) pe cap de locuitor , intensitatea energetică (E) pe unitate de PIB și intensitatea carbonului (F - emisiile pe unitate de energie consumată): {\displaystyle F=P\times {\frac {G}{P}}\times {\frac {E}{G}}\times {\frac {F}{E}}}